# Wörschachbach
Der Wörschachbach ist ein linksufriger Zufluss der Enns im österreichischen Bundesland Steiermark. Er entspringt im Spechtensee und bildet in seinem Unterlauf die Wörschachklamm, ehe er nach sieben Kilometern in die Enns mündet.

## Verlauf

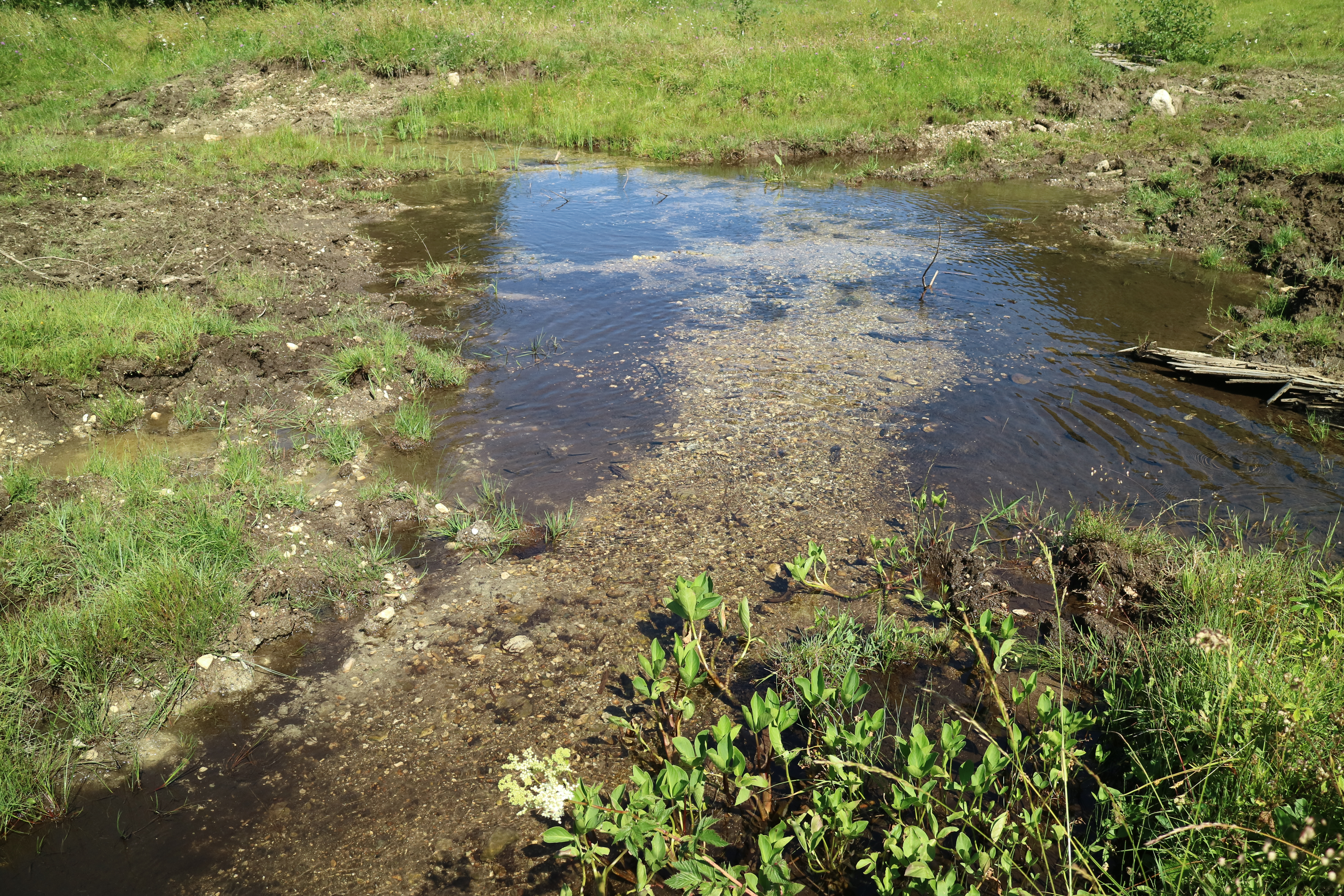
Wörschachbach kurz nach dem Austritt aus dem Spechtensee

Der Wörschachbach entspringt aus dem Spechtensee im Ortsteil Wörschachwald in der Gemeinde Stainach-Pürgg. Er durchquert auf den ersten Metern mooriges Grünland und nimmt rechts einen ersten Zufluss ⊙ aus dem Grubermoos auf. Im Oberlauf formt der Bach ein dünn besiedeltes Kerbtal im südlichsten Teil des Toten Gebirges mit mehreren linksseitigen Zuflüssen, darunter Pichlergraben, Greimlgraben und Schneckenbach.
Ab Laufkilometer vier ändert sich die Fließrichtung von West-Ost auf Süd und das Gelände versteilt sich zunehmend. Der Wörschachbach durchbricht in der Folge die aus massivem Dachsteinkalk aufgebaute Gebirgsrandschwelle zwischen Aicherlstein und Gameringstein und formt mit der gleichnamigen Klamm eine der bekanntesten Felsklammen Österreichs. Nach dem Schluchtausgang ⊙ schüttet der Bach einen Schwemmkegel auf, der dem namensgebenden Ort Platz bietet. Nach Durchquerung des Ortes mündet der Bach nahe dem Wörschacher Moos in die Enns.

## Naturschutz
Auf seinen ersten drei Laufkilometern durchfließt der Wörschachbach das Landschaftsschutzgebiet Warscheneck-Gruppe.
Im weiteren Verlauf ist er Teil des Naturdenkmals Wörschachklamm. Der zentrale Abschnitt der Felsklamm ist außerdem Teil des Vogelschutzgebiets Ennstal zwischen Liezen und Niederstuttern.